# Germanium
Germanium is een scheikundig element met als symbool Ge en atoomnummer 32. Het is een vrij hard grijswit metalloïde, dat behoort tot de koolstofgroep. Zuiver germanium is een halfgeleider.
Net zoals het vergelijkbare element silicium komt het in de natuur niet in zuivere vorm voor, maar gebonden aan andere elementen, zoals zuurstof. Het komt voor in verschillende mineralen, zoals argyrodiet, germaniet en renieriet. De abundantie van het element op Aarde is vrij laag: de hoeveelheid in de aardkorst bedraagt 1,4 tot 1,5 ppm. In de oceaan komt het voor in concentraties van 50 nanogram per liter. Dat is de reden waarom germanium pas op het einde van de 19e eeuw werd ontdekt.

## Ontdekking
Toen het periodiek systeem voor het eerst werd voorgesteld was het element nog niet bekend. Mendelejev voorspelde in 1871 dat er een element zou zijn op de plaats onder silicium met een atoommassa net onder die van arseen. Hij noemde het eka-silicium. Clemens Winkler bewees in 1886 dat deze voorspelling correct was. Bij de chemische analyse van het nieuw ontdekte zilverhoudend mineraal argyrodiet uit de Himmelsfürstmijn bij Freiberg kwam Winkler tot de conclusie dat argyrodiet een nieuw element bevatte. Hij noemde het Germanium naar de Latijnse benaming voor zijn vaderland, Germania. De atoommassa bleek 72,64 te zijn, inderdaad net iets minder dan de 74,92 van arseen. De voorspelling van het bestaan en de eigenschappen van germanium en ook van de elementen gallium en scandium door Mendelejev was een belangrijke overwinning voor de geloofwaardigheid van het periodiek systeem.

## Toepassingen
Germanium kan gedoteerd worden met 5-waardige elementen zoals fosfor, arseen en antimoon (N-type) of 3-waardige elementen als boor, aluminium, gallium en indium (P-type) en vindt uitgebreid toepassing als halfgeleider.
Voordat ultrazuivere eenkristallen van silicium beschikbaar werden in de jaren 70 was germanium de voornaamste halfgeleider in het transistortijdperk. Omdat silicium goedkoper is en een wat grotere verboden zone (band gap) heeft, heeft dat element germanium nadien voor een groot deel verdrongen, maar er zijn nog steeds veel toepassingen, vooral daar waar de kleinere band gap een voordeel is.
Germanium kan men vinden in legeringen, nachtzichtcamera's, glasvezeloptiek en de katalyse van polymerisatiereacties. Het oxide heeft een hoge brekingsindex en wordt toegepast in groothoeklenzen en objectieflenzen in microscopen.
Het element is transparant voor een groot gedeelte van het infrarode deel van het elektromagnetische spectrum en het wordt veel in infraroodtechnologie toegepast, bijvoorbeeld als venstermateriaal in de spectroscopie. Ook als element voor totale interne reflectiespectroscopie (ATR-FTIR) wordt het gebruikt. Deze vorm van infraroodspectroscopie is vooral veelbelovend voor het onderzoek van biologische materialen zoals eiwitten in water zonder isotoopvervanging. Water is een moeilijk medium voor veel spectroscopische technieken omdat het zelf sterk een deel van het infrarood gebied absorbeert, tenzij men de waterstofatomen door deuterium vervangt.
Germaniumoxide (GeO2) wordt gebruikt als katalysator, onder andere voor de productie van polyethyleentereftalaat (PET), een volledig transparante en glanzende polymeer.

## Opmerkelijke eigenschappen
Germanium is een halfgeleider met een kubische kristalstructuur en een band gap van 0,9 eV. Door zonesmelten kunnen grote kristallen met hoge zuiverheid (1 vreemd atoom per 1010) gemaakt worden.
Omdat germanium in de koolstofgroep thuishoort is er een groot aantal organo-germaniumverbindingen en verbindingen die analoog zijn aan de siliciumverbindingen. Het vormt een verbinding GeH4 (germaan) die analoog is aan methaan, maar bekender zijn het oxide GeO2 analoog aan SiO2 en germanaten analoog aan de silicaten. Het element heeft met de zwaardere leden van de groep gemeen dat het Ge2+-ionen kan vormen, maar het oxidatiegetal 4+ is toch algemener.

## Verschijning
Germanium komt voor in het mineraal argyrodiet (een zilvergermaniumsulfide), het zeldzame renieriet, (Cu,Zn)11(Ge,As)2Fe4S16 en het eveneens zeldzame germaniet, dat voor 8% uit germanium bestaat, maar vooral ook in koolafzettingen en zinkertsen. Het wordt voornamelijk als nevenproduct gewonnen bij de productie van zink en de verbranding van bepaalde koolsoorten. Het kan gezuiverd worden door fractionele destillatie van het vluchtige tetrachloride GeCl4.
In 2015 claimden onderzoekers van de Technische Universität Freiberg germanium economisch te kunnen winnen door met germanium vervuild water gewassen als zonnebloemen en mais te irrigeren waarvan de wortels germanium ophopen groene sanering en na vergisting van deze wortels het germanium uit het restproduct te winnen.

## Isotopen
| Stabielste isotopen | Stabielste isotopen | Stabielste isotopen      | Stabielste isotopen      | Stabielste isotopen      | Stabielste isotopen      |
| Iso                 | RA (%)              | Halveringstijd           | VV                       | VE (MeV)                 | VP                       |
| ------------------- | ------------------- | ------------------------ | ------------------------ | ------------------------ | ------------------------ |
| 68Ge                | syn                 | 270,8 d                  | EV                       | 2,921                    | 68Ga                     |
| 70Ge                | 21,23               | stabiel met 38 neutronen | stabiel met 38 neutronen | stabiel met 38 neutronen | stabiel met 38 neutronen |
| 71Ge                | syn                 | 11,43 d                  | EV                       | 2,971                    | 71Ga                     |
| 72Ge                | 27,66               | stabiel met 40 neutronen | stabiel met 40 neutronen | stabiel met 40 neutronen | stabiel met 40 neutronen |
| 73Ge                | 7,73                | stabiel met 41 neutronen | stabiel met 41 neutronen | stabiel met 41 neutronen | stabiel met 41 neutronen |
| 74Ge                | 35,94               | stabiel met 42 neutronen | stabiel met 42 neutronen | stabiel met 42 neutronen | stabiel met 42 neutronen |
| 76Ge                | 7,44                | stabiel met 44 neutronen | stabiel met 44 neutronen | stabiel met 44 neutronen | stabiel met 44 neutronen |

Van germanium komen vijf stabiele isotopen voor. Daarnaast is er een aantal radioactieve isotopen bekend met halveringstijden van enkele dagen tot enkele minuten. Zo is 63Ge maar 31 seconden en 65Ge maar 15 minuten aantoonbaar.

## Toxicologie en veiligheid
Begin 21e eeuw heeft onderzoek aangetoond dat enkele organische germaniumverbindingen een gunstige invloed kunnen hebben op de aanmaak van bloedcellen (rode en witte). Hierdoor kunnen deze verbindingen in toekomst mogelijk worden gebruikt om bijvoorbeeld schade die na chemotherapie ontstaat, sneller te herstellen. Aangezien deze verbindingen een remmende werking op neurotransmitters kunnen hebben, kunnen zij ook worden ingezet als pijnstillers.
Sommige germaniumverbindingen vertonen weinig toxiciteit voor zoogdieren maar zijn wel dodelijk voor bacteriën.

## Strategisch belang
Vanwege het gebruik in geavanceerde elektronica en optica wordt germanium (door bijvoorbeeld de Europese Unie) beschouwd als een technologisch kritiek element dat essentieel is voor de groene en digitale transitie. Aangezien China 60% van de wereldwijde productie van germanium controleert, heeft het land een dominante positie in de mondiale toeleveringsketens. Op 3 juli 2023 legde China plotseling beperkingen op aan de export van germanium (en gallium), waardoor de handelsspanningen met westerse bondgenoten opliepen. Met een beroep op "nationale veiligheidsbelangen" liet het Chinese Ministerie van Handel weten dat bedrijven die van plan zijn om producten te verkopen die germanium bevatten een exportvergunning nodig hebben. Het ziet dergelijke producten als "dual-use" producten die militaire doeleinden kunnen hebben en daarom extra toezicht rechtvaardigen. Het nieuwe geschil opende een nieuw hoofdstuk in de steeds feller wordende technologiewedloop tussen de Verenigde Staten, en in mindere mate Europa, en China. De VS wil dat zijn bondgenoten geavanceerde elektronische componenten die op de Chinese markt worden gebracht sterk aan banden leggen of zelfs verbieden, om te voorkomen dat Peking wereldwijde technologische suprematie verwerft en de door het Westen geleide internationale orde uitdaagt. China ontkende vermoedens van vergelding achter de exportbeperkingen.